# Keltenwelt Frög
Die Keltenwelt Frög ist ein archäologischer Park und ein Museum in der Ortschaft Frög in der Gemeinde Rosegg im Bezirk Villach-Land in Kärnten. Die Keltenwelt widmet sich der Präsentation der archäologischen Funde aus dem Gräberfeld von Frög und will darüber hinaus die Welt der Kelten, ihre Gesellschaft, Wirtschaft und Weltbild, für den Besucher erlebbar machen.

## Geschichte und Organisation
Ab dem Jahr 1882 kam in Frög eines der größten und bedeutendsten Hügelgräberfelder des Südostalpenraumes ans Licht. Große Ausgrabungen zwischen 1883 und 1892 offenbarten einen hallstattzeitlichen Herrschersitz, der etwa zwischen 800 und 600 v. Chr. Bestand hatte. Kleinere Grabungen im Verlauf des 20. Jahrhunderts und in den Jahren 2002 und 2010 vervollständigten das Bild dieses frühen Zentrum Kärntens.
Im Jahr 1987 wurde das Gräberfeld mit einem Rundweg für Besucher geöffnet. 2002 wurde an der Ostseite des Gräberfeldes ein Archäologiepark mit rekonstruierten Bauten eröffnet. Im Zuge von dessen Errichtung führte das Landesmuseum Kärnten eine Nachgrabung an einem vermutlich im 19. Jahrhundert schon beraubten Hügelgrab durch und präparierte es als Schaugrab. Im Jahr 2005 wurde der Archäologiepark erweitert. 2010 wurde ein weiteres, ebenfalls bereits im 19. Jahrhundert geöffnetes Hügelgrab durch das Landesmuseum nachgegraben und für Besucher aufbereitet.
Die Keltenwelt hat offiziell den Status eines Partnermuseums des Landesmuseums und wird von der Gemeinde Rosegg und dem Verein Urgeschichtszentrum Frög-Rosegg betrieben. Seit 2008 findet jährlich ein großes Keltentreffen mit Vorführungen alter Handwerkstechniken, historischen Modenschauen und anderen Aktivitäten aus dem Bereich des Reenactment statt. Jährlich besuchen ungefähr 15.000 Besucher die Keltenwelt, die regulär von etwa Mitte Mai bis Ende Oktober geöffnet ist.

## Konzeption
Das museale Zentrum der Keltenwelt bildet das sogenannte „Fürstenhaus“, der rekonstruierte Wohnsitz einer hochgestellten Persönlichkeit der Hallstattzeit. Dort erhalten die Besucher Informationen über Gesellschaft, Wirtschaft und Gedankenwelt jener Epoche. Weiters werden das Gräberfeld und seine Funde (etwa der Bleiwagen von Frög) vorgestellt und Bezüge zu anderen hallstattzeitlichen Fundorten in Mitteleuropa hergestellt. Abseits des Fürstenhauses und im Freigelände befinden sich weitere rekonstruierte Bauten unterschiedlicher Zeitstellung (auch ein römischer Wachturm). Besondere Bedeutung kommt einem „heiligen Hain“ der Göttin Noreia zu. Über das Gelände verteilt liefern Schautafeln wissenschaftliche Informationen zum Gräberfeld und seiner Erforschung.
Abseits der trockenen Wissenschaft bemüht sich die Keltenwelt, ihren Besuchern die Lebenswelt und Denkart der Kelten nahezubringen. Dabei ist das Museum der Esoterik nicht ganz abgeneigt (Vgl. Keltischer Neopaganismus), vor allem rund um den Noreiahain oder bei der Erwähnung von „Kraftlinien“, die sich an Hügelgräbern kreuzen. Diese Mystifizierung und Verklärung des Keltischen ist eine wissenschaftlich problematische, aber übliche Praxis.

Einblick in die Keltenwelt
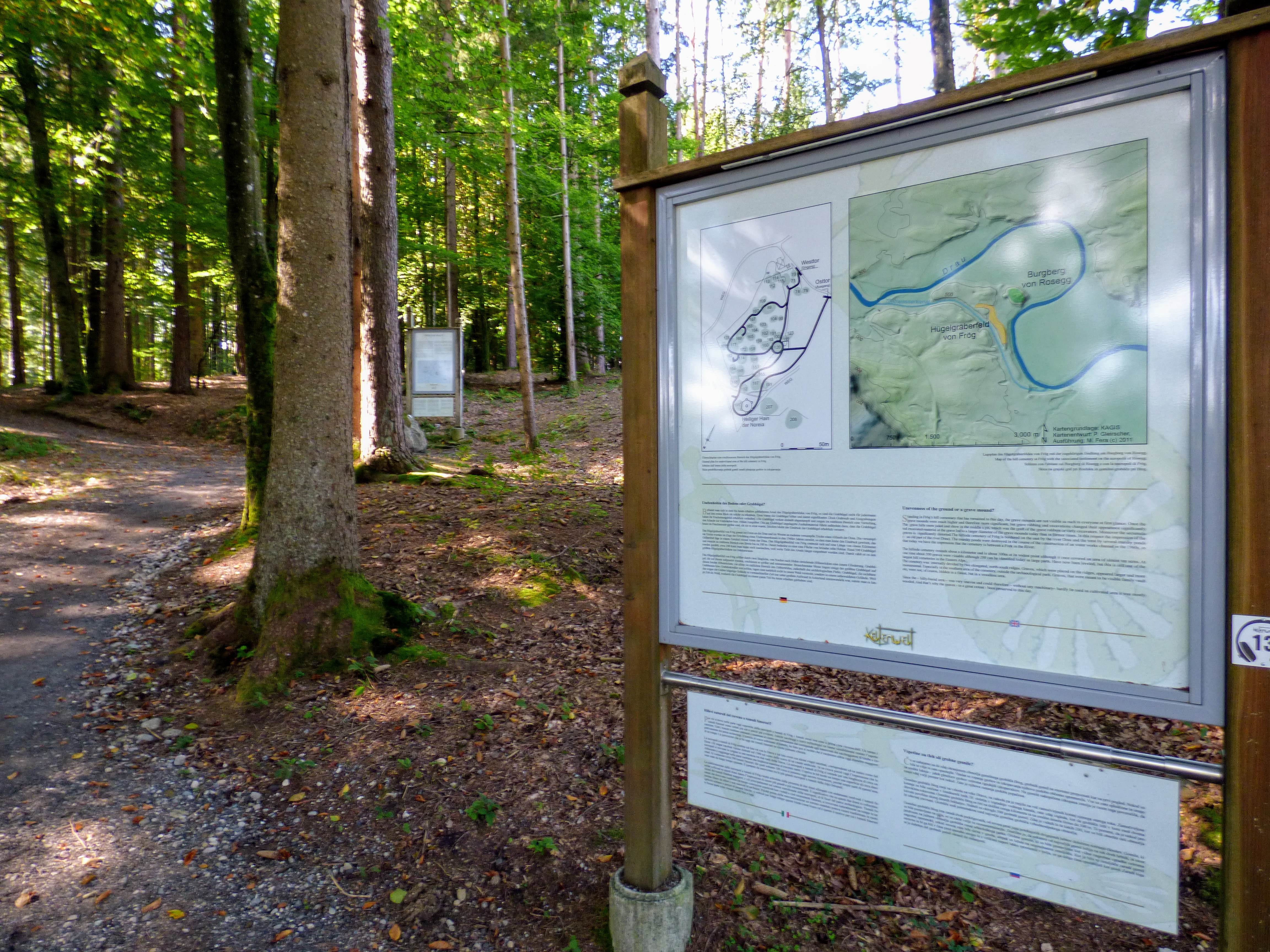
Infotafel am Weg zwischen den Hügelgräbern
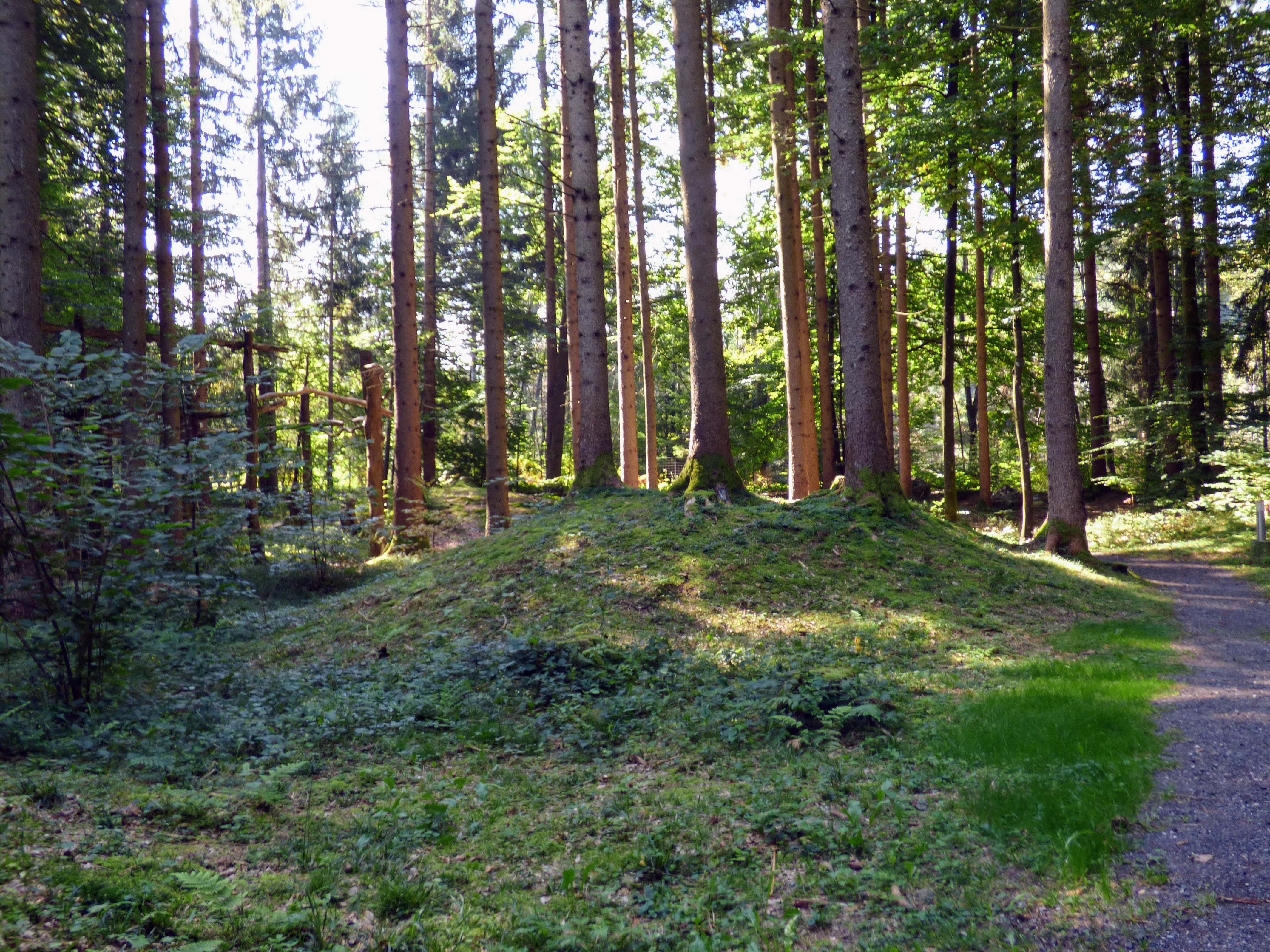
Baumbestandenes Hügelgrab
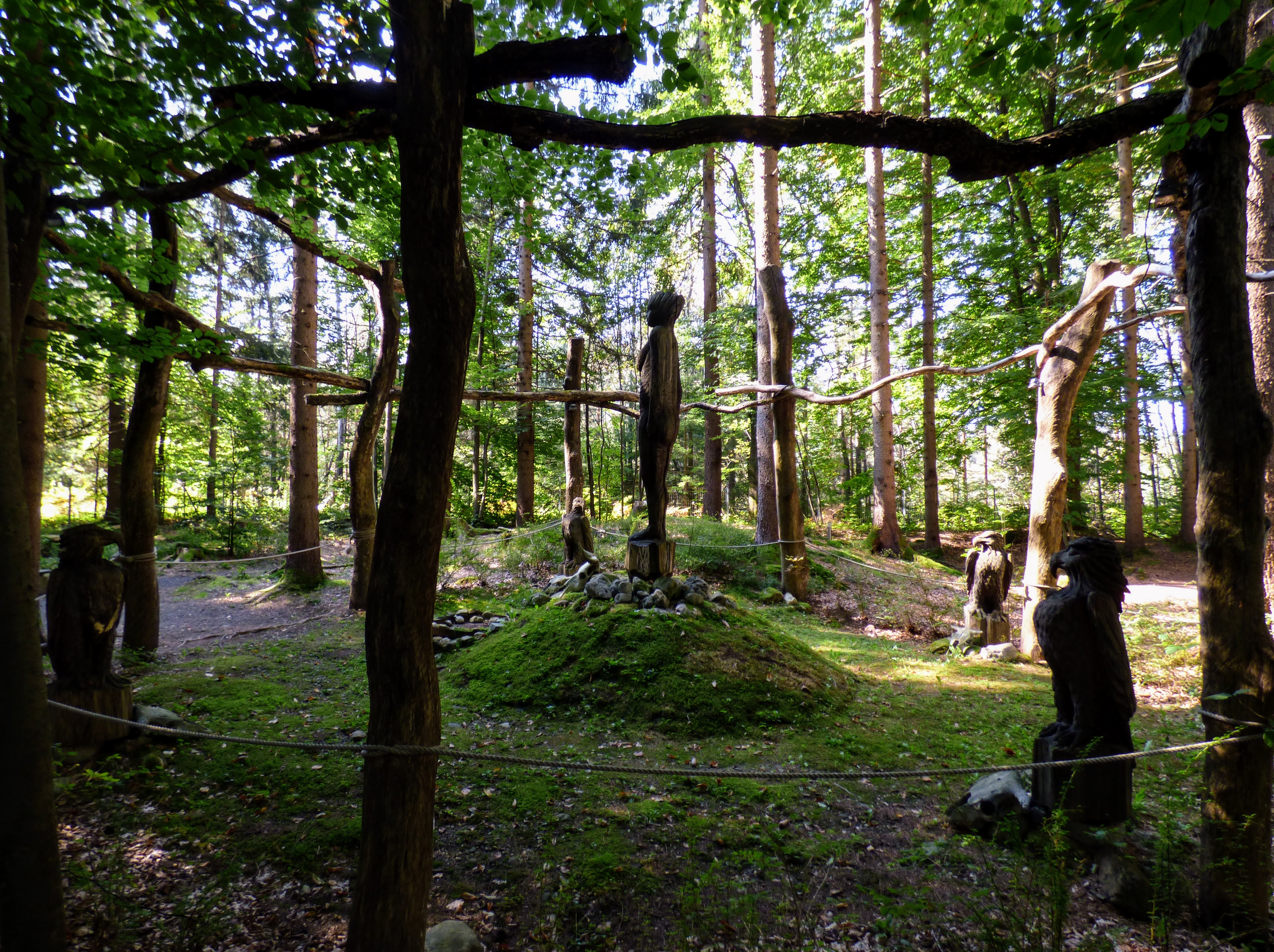
Der Hain der Noreia
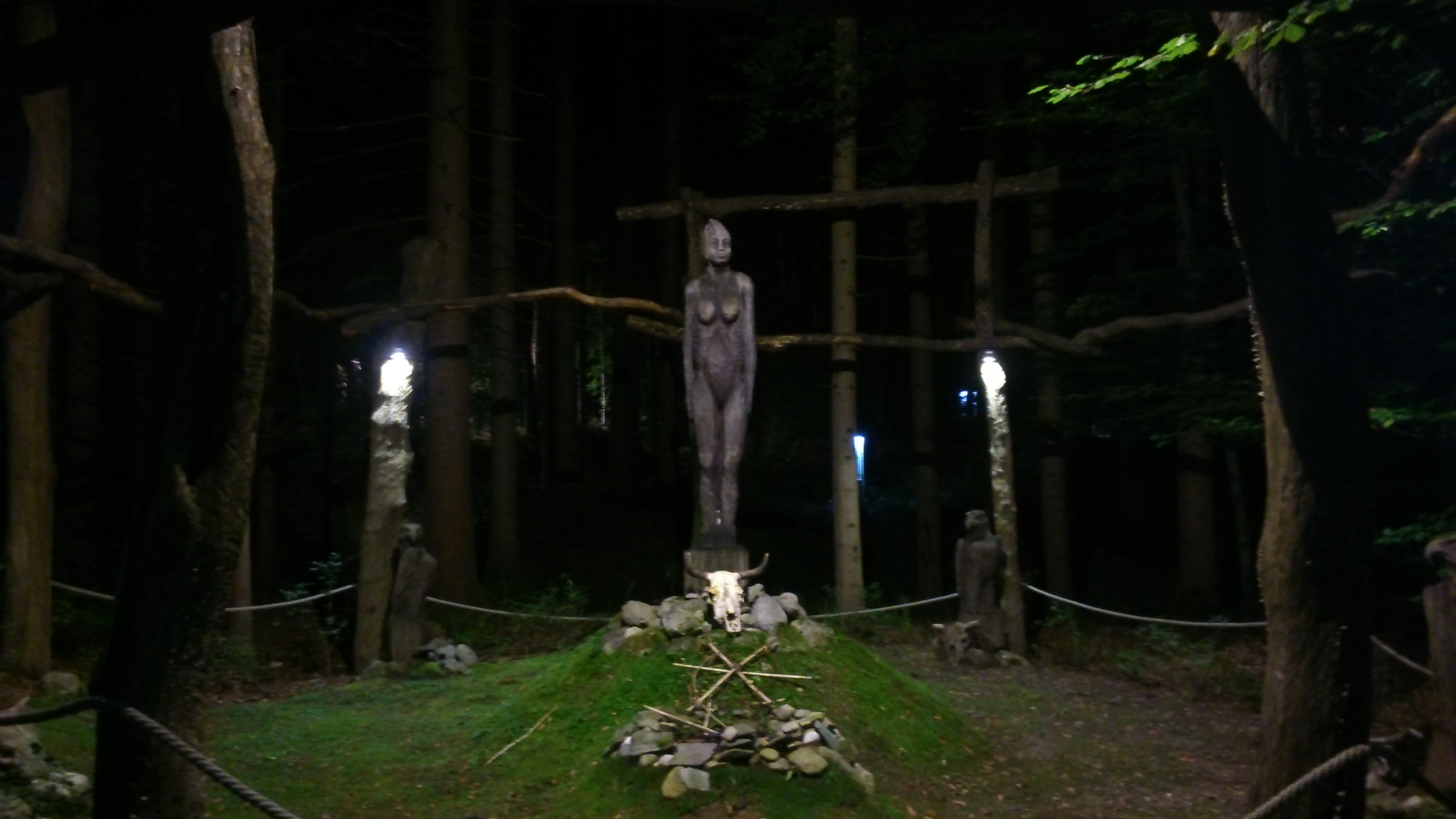
Hain der Noreia bei Nacht
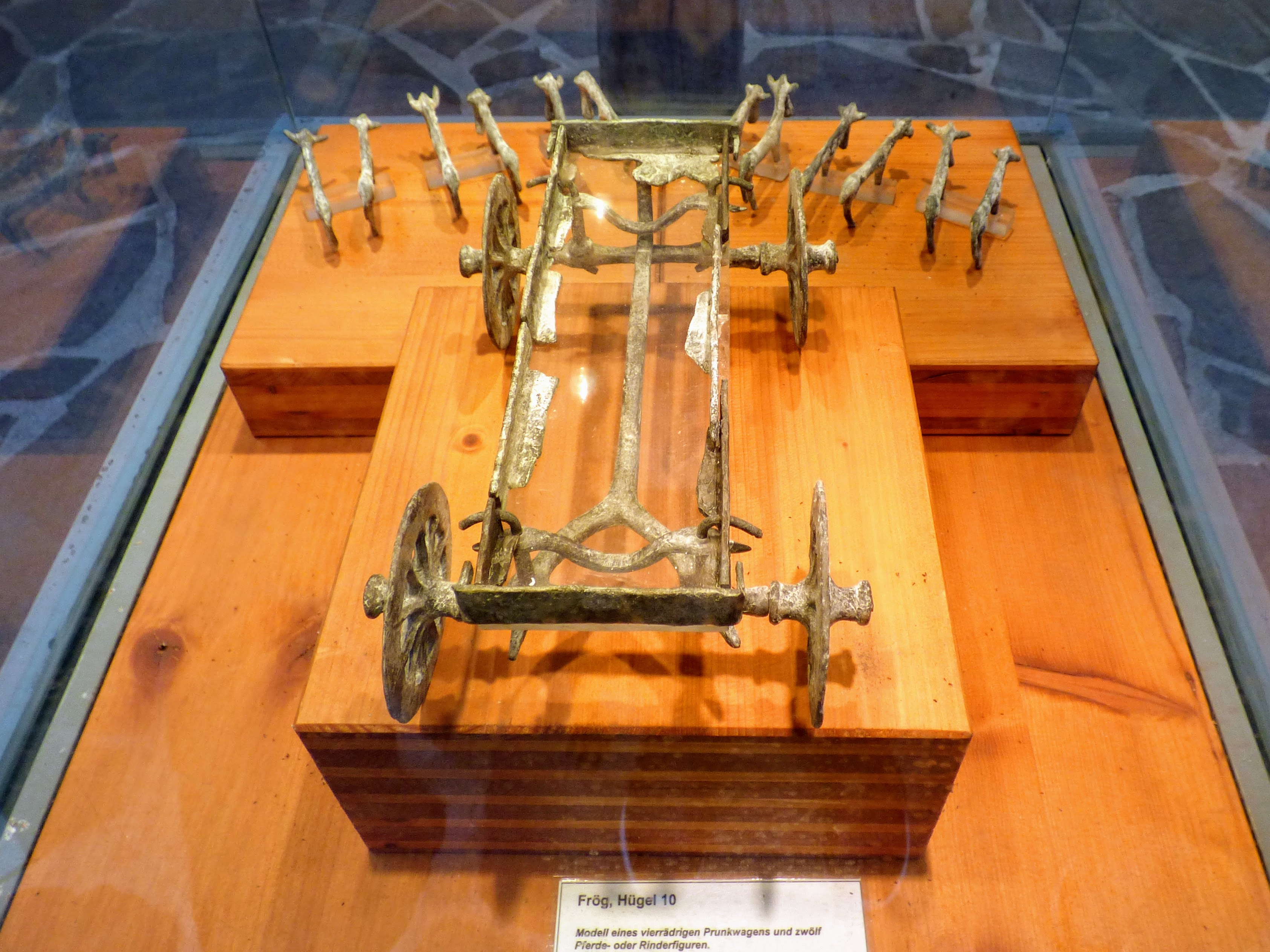
Der Bleiwagen von Frög
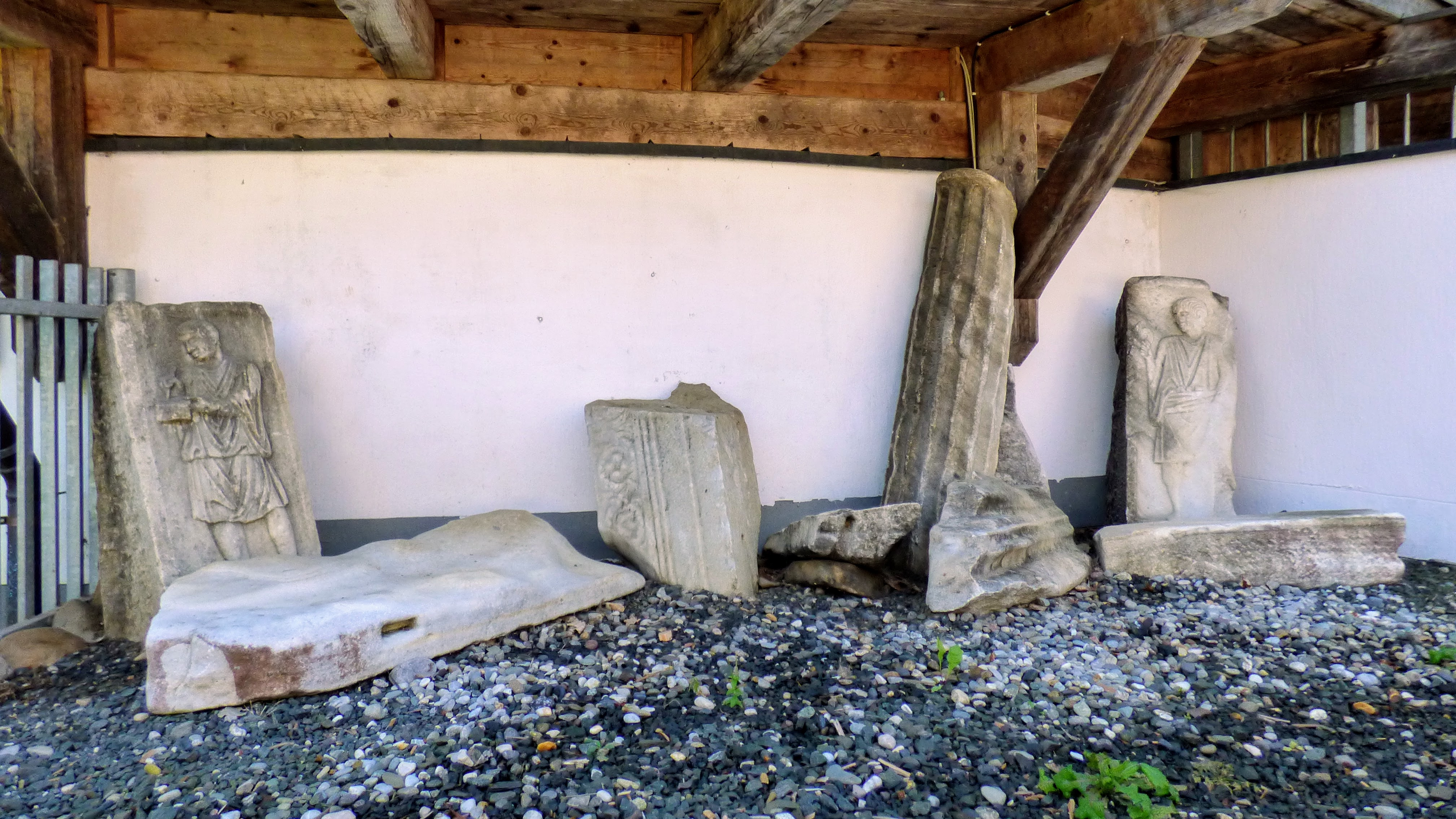
Aus der nahen Drau geborgene römische Bauplastik